# Begonia jinyunensis
Espèce
Begonia jinyunensis est une espèce de plantes de la famille des Begoniaceae.